# 湯禮敬
湯禮敬（1459年—？），字仁甫，直隸鎮江府丹徒縣（今江蘇省鎮江市主城区）人。明朝官员。

## 生平
成化二十二年（1486年）丙午科應天府鄉試第五十七名舉人。弘治九年（1496年）中式丙辰科會試第一百六十八名，三甲第六十六名進士，授行人，弘治十五年（1502年）擢刑科給事中。改刑科右給事中、署理科事。
正德初年，上疏言：「陛下踐阼以來，上天屢示災譴。不謹天戒，惟走馬射獵，遊樂無度。頃四月中旬，雷電雨雹，當六陽用事時，陰氣乃與之抗，此倖臣竊權，忠鯁疎遠之應也。」同年八月，又上書議論兩廣鎮監軍韋經。之后他与九卿伏闕跪請誅殺「八黨」。劉瑾懷恨在心，隨即湯禮敬疏請當審奏囚犯判決之日，有上訴冤情者斥退不奏，劉瑾指控湯禮敬此舉為變更祖制，貶謫為薊州判官。朝廷又列舉奸黨給事中十六人，湯禮敬居首，遭罷官歸鄉。未幾卒。
劉瑾憎惡朝中言官譏諷批評時政常常針對自己，就動輒利用其他事情處罰言官。湯禮敬之後，王渙、何紹正也如此獲罪。

## 家族
曾祖湯允中；祖父湯鎮；父湯琳，母周氏。永感下。弟禮謙。

## 延伸阅读
[在维基数据编辑]
 《明史卷一百八十八》，出自《明史》